# Isao Nishijima
 (octobre 2022).
La mise en forme du texte ne suit pas les recommandations de Wikipédia : il faut le « wikifier ».
Les points d'amélioration suivants sont les cas les plus fréquents. Le détail des points à revoir est peut-être précisé sur la page de discussion.
- Les titres sont pré-formatés par le logiciel. Ils ne sont ni en capitales, ni en gras.
- Le texte ne doit pas être écrit en capitales (les noms de famille non plus), ni en gras, ni en italique, ni en « petit »…
- Le gras n'est utilisé que pour surligner le titre de l'article dans l'introduction, une seule fois.
- L'italique est rarement utilisé : mots en langue étrangère, titres d'œuvres, noms de bateaux, etc.
- Les citations ne sont pas en italique mais en corps de texte normal. Elles sont entourées par des guillemets français : « et ».
- Les listes à puces sont à éviter, des paragraphes rédigés étant largement préférés. Les tableaux sont à réserver à la présentation de données structurées (résultats, etc.).
- Les appels de note de bas de page (petits chiffres en exposant, introduits par l'outil «  Source ») sont à placer entre la fin de phrase et le point final[comme ça].
- Les liens internes (vers d'autres articles de Wikipédia) sont à choisir avec parcimonie. Créez des liens vers des articles approfondissant le sujet. Les termes génériques sans rapport avec le sujet sont à éviter, ainsi que les répétitions de liens vers un même terme.
- Les liens externes sont à placer uniquement dans une section « Liens externes », à la fin de l'article. Ces liens sont à choisir avec parcimonie suivant les règles définies. Si un lien sert de source à l'article, son insertion dans le texte est à faire par les notes de bas de page.
- La présentation des références doit suivre les conventions bibliographiques. Il est recommandé d'utiliser les modèles {{Ouvrage}}, {{Chapitre}}, {{Article}}, {{Lien web}} et/ou {{Bibliographie}}. Le mode d'édition visuel peut mettre en forme automatiquement les références.
- Insérer une infobox (cadre d'informations à droite) n'est pas obligatoire pour parachever la mise en page.

Pour une aide détaillée, merci de consulter Aide:Wikification.
Si vous pensez que ces points ont été résolus, vous pouvez retirer ce bandeau et améliorer la mise en forme d'un autre article.
 (mars 2023).
Si vous disposez d'ouvrages ou d'articles de référence ou si vous connaissez des sites web de qualité traitant du thème abordé ici, merci de compléter l'article en donnant les références utiles à sa vérifiabilité et en les liant à la section « Notes et références ».
Pour les articles homonymes, voir Nishijima.
Isao Nishijima, né le 31 mai 1923 à Hakata, dans la ville de Fukuoka et mort le 30 septembre 2001,, est un graphiste et illustrateur jeunesse japonais.
Ancien membre de la Nika Association, il est par la suite membre de la Japan Advertising Artists Club. Il est surtout connu pour avoir imaginé les symboles des stations de métro de la ville de Fukuoka, mais il a également réalisé des peintures murales, des monuments, ou encore conçu le packaging d'une marque de nouilles instantanées.
Isao Nishijima est l'une des rares personnnalités à avoir connu l'écrivain Seichō Matsumoto avant ses débuts. Si ce dernier était à la tête de la branche locale d'Ogura d'une association de graphistes, née après la guerre, Isao Nishijima était quant à lui à la tête de la branche de Fukuoka.

## Biographie

### Enfance et jeunes années
Isao Nishijima est le troisième fils d'une fratrie de sept enfants. Ses parents tiennent une auberge dans la vieille ville de Fukuoka, près de la gare de Hakata. Ils hébergent principalement des colporteurs qui viennent parfois d'aussi loin que les préfecture d'Osaka ou de Toyama. Le jeune Isao est ainsi en contact avec des dialectes et folklores régionaux.
Très jeune, il se passionne pour le dessin. Il reçoit de sa tante des crayons de couleur ainsi qu'un numéro du Shōnen Club, un mensuel destiné aux jeunes garçons. Ce magazine sera pour lui une grande source d'inspiration ; il se passionne plus particulièrement pour les illustrations, notamment celles de Kashō Takabatake, Katsuichi Kabashima, et surtout les scènes rurales et les enfants aux joues rouges dépeints par Shirō Kawakami. Il est également impressionné par les affiches de films peintes sur les devantures des cinémas.
Au printemps 1938, alors âgé de 15 ans et fraîchement diplômé, il intègre l'entreprise Toyota Zuansha en tant qu'apprenti et se forme au graphisme. L'entreprise réalise des affiches de théâtre ou de naniwa bushi, des flyers publicitaires ou encore des étiquettes de produits divers. Après 5 ans d'un dur apprentissage, il entre dans une agence de publicité liée au journal Asahi. Mais alors que la guerre du Pacifique a commencé, lui qui comptait déployer enfin toute sa créativité se retrouve à fabriquer des affiches pour soutenir l'effort de guerre.

### Les années de guerre en Birmanie
À 20 ans, il passe un examen médical en vue de la conscription. Bientôt, il est affecté dans le premier corps de marine de Sasebo, au rang le plus bas. Près d'une semaine plus tard, il embarque sur un navire transport de troupe depuis le port de Kure, à Hiroshima, en direction du front en Asie du Sud-Est. Après plus de 3 mois, transitant par Taïwan, les Philippines, Java ou encore Singapour, le navire atteint sa destination finale : les îles Mergui, en Birmanie. Pendant deux ans, il mène la vie difficile d'un soldat de seconde classe, sans combattre une seule fois, avant que les Britanniques ne le fassent prisonnier de guerre. En janvier 1946, les prisonniers sont débarqués sur la péninsule Malaise et marchent 400km pour rejoindre le camp de Mudon. Nishijima réalise des croquis pendant le trajet, puis au camp, alors qu'il a contracté la malaria. Sans aucun matériel artistique, il dessine avec du charbon de bois et utilise du Mercurochrome, de la quinine ou de l'herbe broyée pour les couleurs. Il recevait semble t-il du papier en échange de portraits des locaux ou des soldats britanniques. Nishijima rentre au Japon en juillet de la même année, ses croquis cachés dans un double fond de son sac à dos. Pendant des années, se sentant coupable d'avoir pu dessiner alors que certains de ses compatriotes étaient morts au combat, il laissa ses "croquis de Birmanie" dans les tiroirs, jusqu'en 1983, année pendant laquelle une exposition de ces dessins est organisée dans le hall de la Nishi Nippon City Bank.

### L'après-guerre et la reconnaissance
Dès 1947, il s'établit en tant que graphiste à son compte et fonde la Nishijima Zuansha. En 1951, ses oeuvres sont présentées dans le cadre de la création du département de design de l'association Nika, une importante association d'artistes japonaise. Il reçoit le prix spécial pour son affiche « La loterie » (宝くじ, takarakuji). Deux ans plus tard, il reçoit le prix de cette même association, dans la catégorie design, pour son affiche « Bateau postal » (日本郵船, Nihon yûsen). Par la suite, il fera lui-même partie du jury de certains concours, notamment celui de la catégorie design de l'association Nika.
Dans la veine de son amour pour les affiches de cinéma, Nishijima réalise également de nombreuses affiches de promotion touristique. La plus connue est celle pour la ville de Karatsu, qui obtint le grand prix (catégorie arts plastiques) au 8e concours international d'affiches touristiques.
À partir de la fin des années 1950, il occupera plusieurs postes dans l'enseignement. Dès 1958, en tant que chargé de cours à l'université de Saga.

## Œuvres principales

### Ouvrages
- 1973 : Les 12 mois du Japon (日本の十二ヶ月, Nihon no jûnikagetsu)
- 1979 : Mes souvenirs (わたしの思い出, Watashi no omoide)
- 1988 : En ce temps-là (あの頃, Ano koro)
- 1993 : Sunmassen (すんまっせん), une anthologie d'illustrations et de textes de l'artiste.
- 1998 : Les choses oubliées (忘れもの, Wasuremono)
- 2001 : L'univers des enfants (こどもたちの世界, Kodomotachi no sekai).
- 2002 : Amitiés (なかよし, Nakayoshi)
- 2002 : Album birman, croquis du marin de seconde classe Isao Nishijima (画帖緬甸　西島伊三雄二等水兵スケッチ, Gajô menden Nishijima Isao nitô suihei sukecchi)
- 2022 : Centenaire de la naissance d'Isao Nishijima, citoyen d'honneur de la ville de Fukuoka - Au temps de l'ère Shôwa (福岡市名誉市民西島伊三雄生誕100年記念　昭和あの頃, Fukuokashi meiyo shimin Nishijima Isao seitan hyakunen kinen shôwa ano koro)

### Illustrations d'ouvrages
- 1982 : L'histoire du père Kolbe (コルベ神父物語, Korube shinpu monogatari) de Ayako Sono.
- 1982 : Tenjin-sama (てんじんさま) sur commande du Dazaifu Tenman-gū.

### Dans la ville de Fukuoka
On trouve de nombreuses œuvres de l'artiste disséminées à travers la ville :
- Un Manneken-Pis dans le sanctuaire Kushida, deux autres devant la mairie de l'arrondissement central (中央区, Chūō-ku).Mosaïque de l'artiste Isao Nishijima le long de la rivière Naka, à Fukuoka.

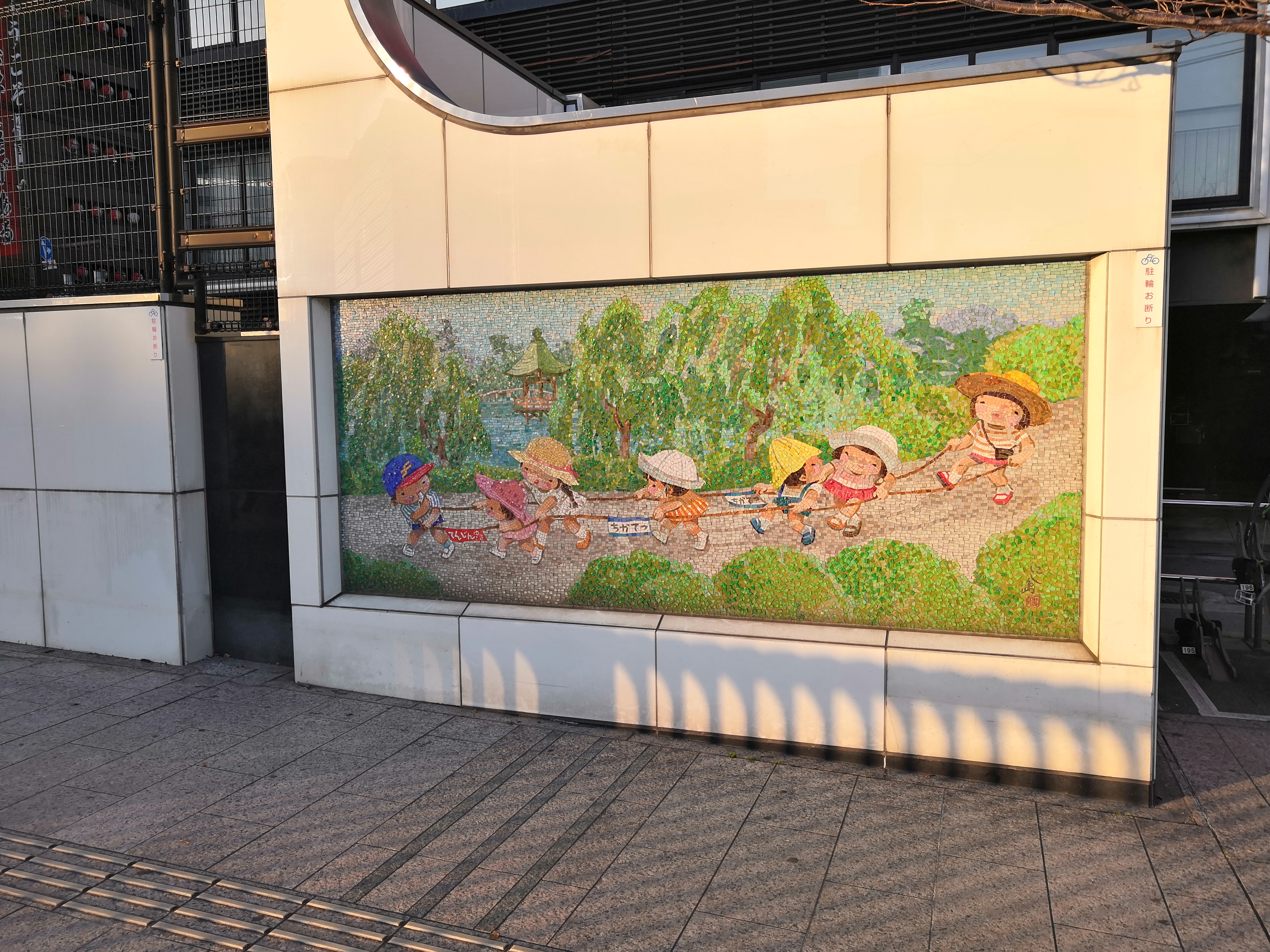
Mosaïque de l'artiste Isao Nishijima le long de la rivière Naka, à Fukuoka.

- Une mosaïque le long de la rivière Naka, à la sortie est du pont Nishi, sur la rue Nakagawa (direction sud).
- Une fresque en fonte de 23 mètres par 1,4m représentant le Hakata Gion Yamakasa, l'un des festivals emblématique de la ville, que l'on peut observer sur le fronton de la gare de Hakata, ainsi qu'une pyramide en faïence à la sortie Chikushi de la gare (筑紫口, Chikushi-guchi). En juin 2021, en raison de l'agrandissement de cette sortie, une partie des tuiles ont été démantelées et offertes à Nokonoshima (elles sont désormais visibles devant le musée Warabe-kan).
- Une fresque murale en faïence (Arita-yaki) représentant ce même festival, Hakata Gion Yamakasa, dans le hall du bâtiment des soins ambulatoires du CHU de l'Université du Kyûshû.
- Dans la ville de Yanagawa, au sud du département de Fukuoka, on peut également observer une statue en bronze nommée « Attendre en vain » (待ちぼうけ, Machi bôke) lors d'une croisière en bateau.

### Musée

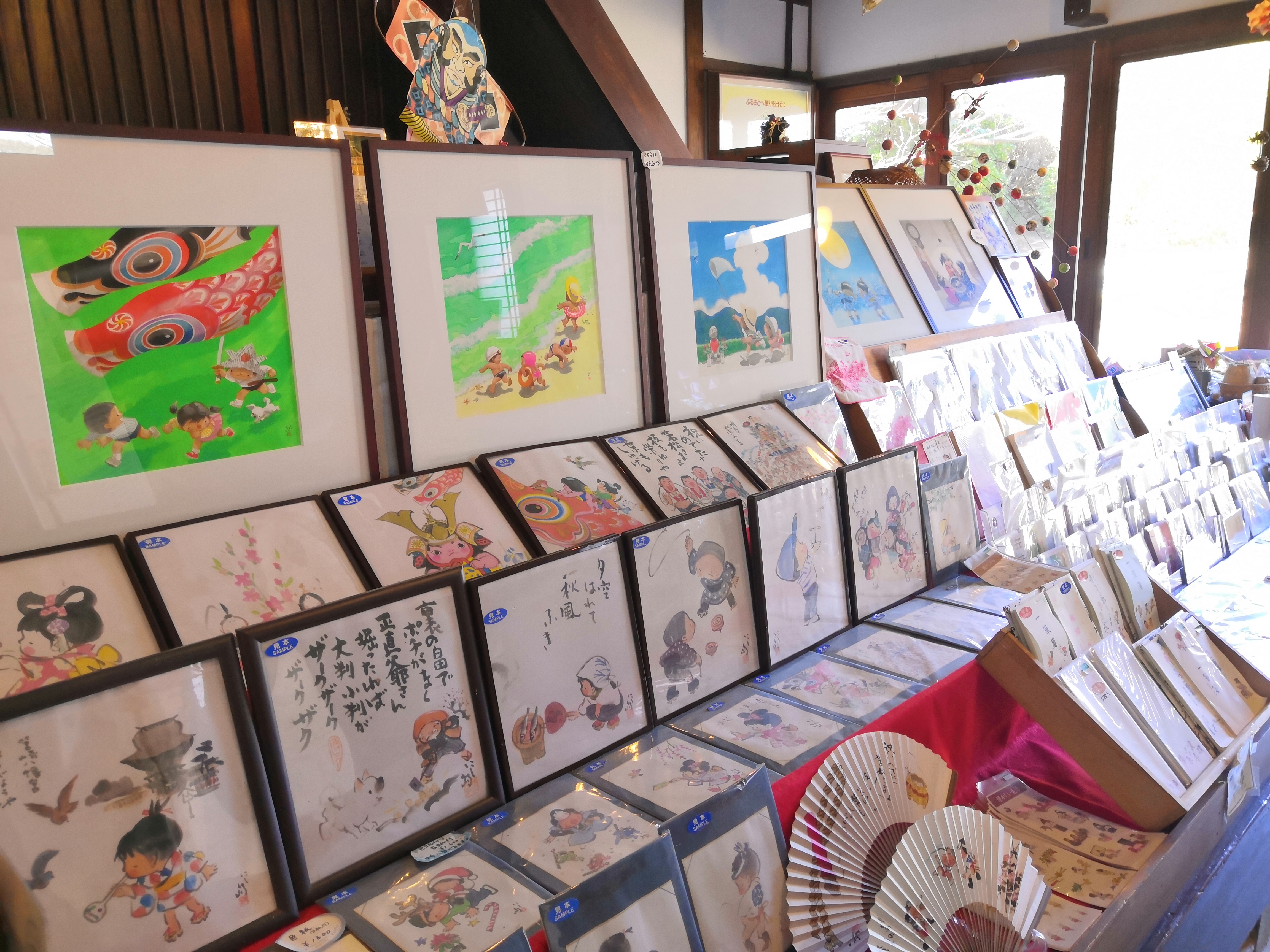
Boutique souvenir du musée Warabe-kan, sur l'île de Nokonoshima.

En 1998, dans le parc Nokonoshima Island Park sur l'île de Nokonoshima, est inaugurée la maison-musée Warabe-kan (わらべ館). Y sont exposées des œuvres de l'artiste, notamment sur des portes coulissantes en papier blanc. On peut également visiter un bureau dans lequel Isao Nishijima aurait travaillé. Une boutique souvenir propose ses illustrations sous forme de cartes postales, panneaux décoratifs, éventails, livres... Ces produits sont également disponibles dans la boutique du musée Machiya, en plein centre de Fukuoka.

### Relation avec les temples et sanctuaires
Isao Nishijimaa sera toute sa vie attaché à Hakata, le quartier historique de Fukuoka et cherchera à en préserver les traditions. À la fin des années 1940, certains festivals aujourd'hui emblématiques de la ville, comme le Dontaku et le Gion Yamasaka, sont remis au goût du jour.
Nishijima collaborera à plusieurs reprises avec des sanctuaires shintô. En 1954, par exemple, il réalise des cartes postales pour le sanctuaire Kushida.
- Plaquette votive (絵馬, ema) représentant la divinité Tenjin au sanctuaire Dazaifu Tenman-gū.
- Plaquette votive (絵馬, ema) représentant une petite fille jouant au volant au sanctuaire Hakozaki-gū (disponible en début d'année).

## Accueil de son œuvre

### Expositions
- 2008 : Exposition  « Au temps de l'ère Shôwa » (昭和「あの頃」, Shôwa ano koro) au centre ACROS Fukuoka.
- 2022 : Exposition  « Au temps de l'ère Shôwa » (昭和「あの頃」, Shôwa ano koro) au Musée des Arts Asiatiques de Fukuoka, à l'occasion du centenaire de sa naissance.

### Distinctions et travaux notables
- 1951 : Prix spécial de l'exposition Nika
- 1960 : Lauréat du concours mondial d'affiches touristiques
- 1961 : Gagnant du 1er concours d'affiches touristiques du Japon
- 1966 : Première place au concours de logos pour l'exposition universelle d'Osaka (cependant, après un nouveau vote demandé par le président de l'exposition universelle, ce sont les designs de Takeshi Otaka qui furent adoptés[6] )
- 1976 : Réalisation d'une grande fresque dans le hall de la gare JR Hakata
- 1979 : Imagine le packaging des nouilles " Umakacchan " de l'entreprise House Foods  (il participe également au choix du nom du produit)
- 1980 : Réalise les logos des stations de métro de la ville de Fukuoka[7]
- 1995 : Imagine le tablier de parade du champion de sumô (Yokozuna) Takanohana
- 1995 : Lettrage pour le Roman télévisé de la NHK "Hashiranka!"

### Postes occupés
- Président du conseil d'administration de l'Alliance culturelle de Fukuoka
- Président du conseil d'administration l'Alliance culturelle des commerçants de Hakata
- Conservateur du musée Hakata Furusato
- Président de l'Association de design du Kyushu (1971)
- Professeur, Faculté des arts, Université Kyushu Sangyô (1973)[8]
- Directeur de la Nippon Designer School de Kyushu (1981)
- Directeur de la Nippon Business School de Kyushu

### Prix
- 1989 : Prix pour services exceptionnels rendus à l'éducation et à la culture de la préfecture de Fukuoka
- 2000 : Ordre du Soleil Levant, Cinquième Degré
- 2001 : Prix d'honneur spécial pour la culture de la ville de Fukuoka
- 2004 : Citoyen d'honneur de la ville de Fukuoka[9]